# La Loupe
La Loupe és un municipi francès, situat al departament de l'Eure i Loir i a la regió de Centre – Vall del Loira. L'any 2007 tenia 3.474 habitants.

## Demografia

### Població
El 2007 la població de fet de La Loupe era de 3.474 persones. Hi havia 1.616 famílies, de les quals 660 eren unipersonals (236 homes vivint sols i 424 dones vivint soles), 512 parelles sense fills, 292 parelles amb fills i 152 famílies monoparentals amb fills.
La població ha evolucionat segons el següent gràfic:
Habitants censats

### Habitatges
El 2007 hi havia 1.807 habitatges, 1.643 eren l'habitatge principal de la família, 48 eren segones residències i 116 estaven desocupats. 1.097 eren cases i 706 eren apartaments. Dels 1.643 habitatges principals, 764 estaven ocupats pels seus propietaris, 843 estaven llogats i ocupats pels llogaters i 36 estaven cedits a títol gratuït; 22 tenien una cambra, 228 en tenien dues, 463 en tenien tres, 533 en tenien quatre i 397 en tenien cinc o més. 991 habitatges disposaven pel capbaix d'una plaça de pàrquing. A 893 habitatges hi havia un automòbil i a 351 n'hi havia dos o més.

### Piràmide de població
La piràmide de població per edats i sexe el 2009 era:
| Homes | Edats   | Dones |
| ----- | ------- | ----- |
| 0     | 95 o +  | 12    |
| 8     | 90 a 94 | 56    |
| 60    | 85 a 89 | 84    |
| 52    | 80 a 84 | 68    |
| 60    | 75 a 79 | 152   |
| 96    | 70 a 74 | 120   |
| 80    | 65 a 69 | 140   |
| 88    | 60 a 64 | 104   |
| 80    | 55 a 59 | 72    |
| 112   | 50 a 54 | 112   |
| 84    | 45 a 49 | 100   |
| 112   | 40 a 44 | 116   |
| 96    | 35 a 39 | 68    |
| 128   | 30 a 34 | 116   |
| 152   | 25 a 29 | 176   |
| 100   | 20 a 24 | 68    |
| 72    | 15 a 19 | 104   |
| 96    | 10 a 14 | 108   |
| 164   | 5 a 9   | 92    |
| 104   | 0 a 4   | 100   |

## Economia
El 2007 la població en edat de treballar era de 1.949 persones, 1.346 eren actives i 603 eren inactives. De les 1.346 persones actives 1.137 estaven ocupades (607 homes i 530 dones) i 209 estaven aturades (108 homes i 101 dones). De les 603 persones inactives 241 estaven jubilades, 131 estaven estudiant i 231 estaven classificades com a «altres inactius».

### Ingressos
El 2009 a La Loupe hi havia 1.638 unitats fiscals que integraven 3.349 persones, la mediana anual d'ingressos fiscals per persona era de 14.936,5 €.

### Activitats econòmiques
Dels 195 establiments que hi havia el 2007, 5 eren d'empreses extractives, 9 d'empreses alimentàries, 2 d'empreses de fabricació d'elements pel transport, 12 d'empreses de fabricació d'altres productes industrials, 16 d'empreses de construcció, 49 d'empreses de comerç i reparació d'automòbils, 9 d'empreses de transport, 15 d'empreses d'hostatgeria i restauració, 1 d'una empresa d'informació i comunicació, 13 d'empreses financeres, 11 d'empreses immobiliàries, 15 d'empreses de serveis, 24 d'entitats de l'administració pública i 14 d'empreses classificades com a «altres activitats de serveis».
Dels 58 establiments de servei als particulars que hi havia el 2009, 1 era una oficina d'administració d'Hisenda pública, 1 gendarmeria, 1 oficina de correu, 4 oficines bancàries, 2 funeràries, 8 tallers de reparació d'automòbils i de material agrícola, 1 taller d'inspecció tècnica de vehicles, 3 autoescoles, 4 paletes, 3 fusteries, 4 lampisteries, 3 electricistes, 5 perruqueries, 1 veterinari, 10 restaurants, 4 agències immobiliàries, 1 tintoreria i 2 salons de bellesa.
Dels 28 establiments comercials que hi havia el 2009, 4 eren supermercats, 6 fleques, 5 carnisseries, 2 llibreries, 4 botigues de roba, 1 una botiga de roba, 1 una botiga d'equipament de la llar, 2 botigues de material esportiu, 1 una perfumeria i 2 floristeries.

## Equipaments sanitaris i escolars
El 2009 hi havia 1 hospital de tractaments de curta durada, 1 hospital de tractaments de mitja durada (seguiment i rehabilitació, 1 un hospital de tractaments de llarga durada, 2 farmàcies i 2 ambulàncies.
El 2009 hi havia 1 escola maternal i 2 escoles elementals. La Loupe disposava d'un col·legi d'educació secundària amb 426 alumnes.

## Poblacions properes
El següent diagrama mostra les poblacions més properes.